# عدنان شنسس
عدنان شنسس (ترکی استانبولی: Adnan Şenses; ۲۱ اوت ۱۹۳۵ – ۲۵ دسامبر ۲۰۱۳) هنرپیشه، خواننده، ترانه‌سرا اهل ترکیه بود.

## زندگی‌نامه
شنسس در ۲۱ اوت ۱۹۳۵ در بورسا متولد شد. او دوران مدرسه را در آنکارا گذراند و مابقی تحصیلاتش را در محله‌ای در همسایگی فاتح در استانبول گذراند. او در سال ۱۹۵۶ حرفهٔ خوانندگی را آغاز کرد و بعد از ۱۶ سال فعالیت جذب رادیو آنکارا شد. او همچنین در مجموع در ۴۷ فیلم در سینمای ترکیه به ایفای نقش پرداخت. او پس تحمل سه سال بر اثر سرطان معده درگذشت.
ترانه «دولدور» و همچنین ترانه اوستا و ترانه تانریوم و ارکگلر آلاماز ازشناخته‌شده‌ترین ترانه های او محسوب می‌شوند.(turkey)